# پیراپزشکی
پیراپزشکی به شیوه‌ها و فنونی گفته می‌شود که به حفظ یا بازگرداندن سلامتی مربوط هستند. این فنون معمولاً زیر نظر یا مشورت و مشاوره با پزشک انجام می‌گیرند. پیراپزشکان، در واقع مجموعه‌ای از متخصصینی هستند که کادر درمانی را تکمیل می‌کنند.
پارامدیک اورژانس یا متخصص فوریت‌های پزشکی، پیراپزشکی است که در آمبولانس خدمات پیشرفته پزشکی را ارائه می‌دهد.

## شاخه‌های پیراپزشکی
گروه‌های پیراپزشکی مطابق استاندارد سازمان بهداشت جهانی:
- گروه تشخیص پزشکی: رادیولوژی، علوم آزمایشگاهی، شنوایی شناسی و بینایی سنجی
- گروه سلامت و بهداشت: بهداشت عمومی، مهندسی بهداشت حرفه ای و مهندسی بهداشت محیط و ایمنی کار
- گروه توانبخشی: فیزیوتراپی و ساخت اعضای مصنوعی، کاردرمانی و گفتاردرمانی
- گروه پرستاری: پرستاری، هوشبری، مامایی، بهیاری، اتاق عمل و فوریت‌های پزشکی
- گروه درمانی: رادیوتراپی و علوم تغذیه